# У талому снігу дзвін струмка
«У талому снігу дзвін струмка» — радянський фільм 1982 року за мотивами повісті Валерія Тальвіка «День Перемоги» знятий на кіностудії «Таджикфільм» режисером Давлатназаром Худоназаровим.

## Сюжет
У віддаленому таджицькому кишлаку багато років працюють чабаном Шоді Махмадалієв. Фронтовик, живе просто і гідно, намагаючись бути гідним пам'яті загиблих друзів: щиро піклується про молодого глухого пастуха, але відвертається від сина, що вступив на злочинний шлях. Він любить свою роботу, але навіть у степу життя сповнене складнощів. А коли дуже тяжко на душі старого солдата, він повертається до пам'яті воєнних років, і сподівається знайти Костю, танкіста, який врятував його в бою, про якого він не знає нічого крім імені, але пам'ятає все життя.

## В ролях
- Мухітдін Салохов — Шоді Махмадалієв
- Шоді Давронів — Шоді в молодості
- Шералі Абдулкайсів — Нуралі, німий пастух
- Адолат Зухурова — Аноргуль
- Нурулло Абдуллаєв — Далер
- Роза Табалдієва — Ракія
- Бурхвали Гуломхайдаров — Мурод
- Гульчехра Рахматулаєва — Чаманоро

В епізодах: Р. Махсумов, Г. Р. Боєв, Ст. Полєтаєв, Н. Вовчок, С. Лісовий, П. Дворін, До. Саїдмурадов, М. Ібрагімова, Ст. Котовицький.
Виконавці білоруської та таджицької музики Т. Ченцова, Т.Мархель, В.Пузиня, І. Назрієв, М. Сафієва, Г.Завкібеків.

## Знімальна група
- Режисер — Давлатназар Худоназарів
- Сценаристи — Валерій Тальвік
- Оператор — Валерій Віленський
- Композитор — Едуард Артем'єв
- Художник — Сергій Романкулов

## Фестивалі та нагороди
- XVI Всесоюзний кінофестиваль (1983, Ленінград): спеціальний приз «Пам'ять» — за розкриття теми патріотизму радянських людей у роки Великої Вітчизняної війни.